# كامبل والش
كامبل والش (بالإنجليزية: Campbell Walsh)‏ هو كاياكير بريطاني، ولد في 26 نوفمبر 1977 في غلاسكو في المملكة المتحدة.

## وصلات خارجية
- كامبل والش على موقع أوليمبيديا (الإنجليزية)
- كامبل والش على موقع اللجنة الأولمبية البريطانية (الإنجليزية)